# Bürden (Erpeldingen an der Sauer)

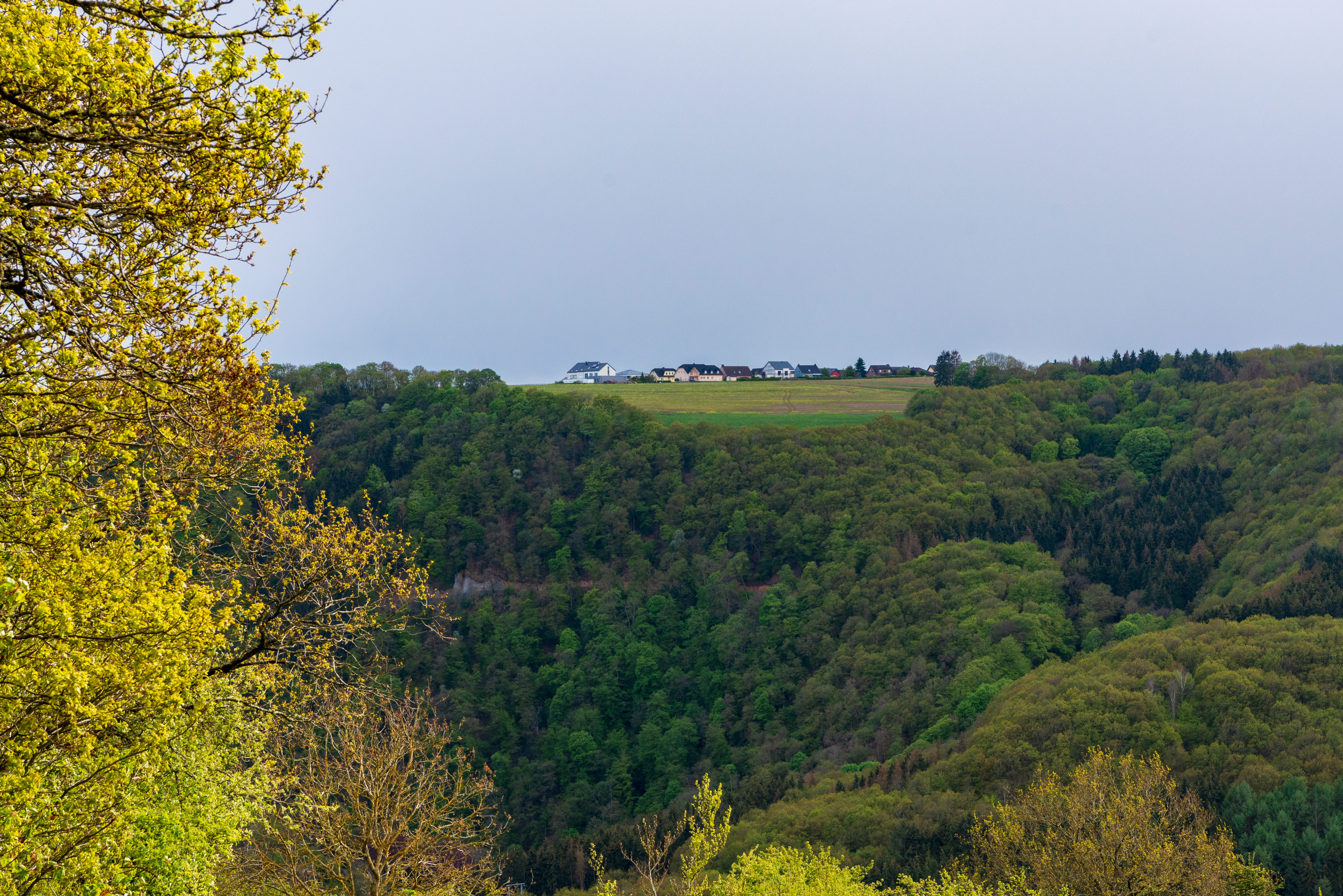
Blick vom Heedesfeld auf Bierden

Bürden (luxemburgisch Bierdenⓘ, französisch Burden) ist eine Ortschaft in der Gemeinde Erpeldingen an der Sauer im Kanton Diekirch im Großherzogtum Luxemburg.

## Lage
Bürden liegt oberhalb der Sauer an der CR 348. Nachbarorte sind die beiden südlich gelegenen Orte Erpeldingen und Warken. 

## Allgemeines und Geschichte
Bürden besteht im Wesentlichen aus dem alten Ortskern rund um die Kirche St. Hubertus und Ortserweiterungen, die sich westlich des alten Ortskernes befinden.

## Sehenswertes
- Kath. Filialkirche St. Hubertus